# Stupa Velika
Koordinati:   42°57′48″N, 17°11′12″EStupa Velika je majhen nenaseljen otoček v Jadranskem morju. Pripada Hrvaški.
Stupa Velika, na katerem stoji svetilnik, leži v Pelješkem kanalu okoli 1,5 km JJV od mesta Orebić na Pelješcu. Površina otočka meri 0,016 km². Dolžina obalnega pasu je 0,5 km.
Iz pomorske kare razberemo, da svetilnik oddaja svetlobni signal: R Bl 3s. Nazivni domet svetilnika je 3 milje.